# Espaces naturels de la Somme
Le Conseil départemental de la Somme, avec le concours du Conservatoire d'espaces naturels de Picardie, fait découvrir 14 sites naturels sensibles, parmi d'autres, par la publication de petits guides pour la randonnée pédestre.

## Liste des espaces naturels

### Parc naturel régional
- Parc naturel régional Baie de Somme - Picardie maritime (2020)

### Parc naturel marin
- Parc naturel marin des estuaires picards et de la mer d'Opale (2012)

### Réserves naturelles
- La Réserve naturelle nationale de la Baie de Somme (1994)
- La Réserve naturelle nationale de l'Étang Saint-Ladre à Boves (1979)
- La Réserve naturelle régionale du bois des Agneux à Rue (2015)

### Autres sites
- Marais et tourbières des vallées de la Somme et de l'Avre, site Ramsar (2017)

- La baie d'Authie,
- Le bois de Frémontiers,

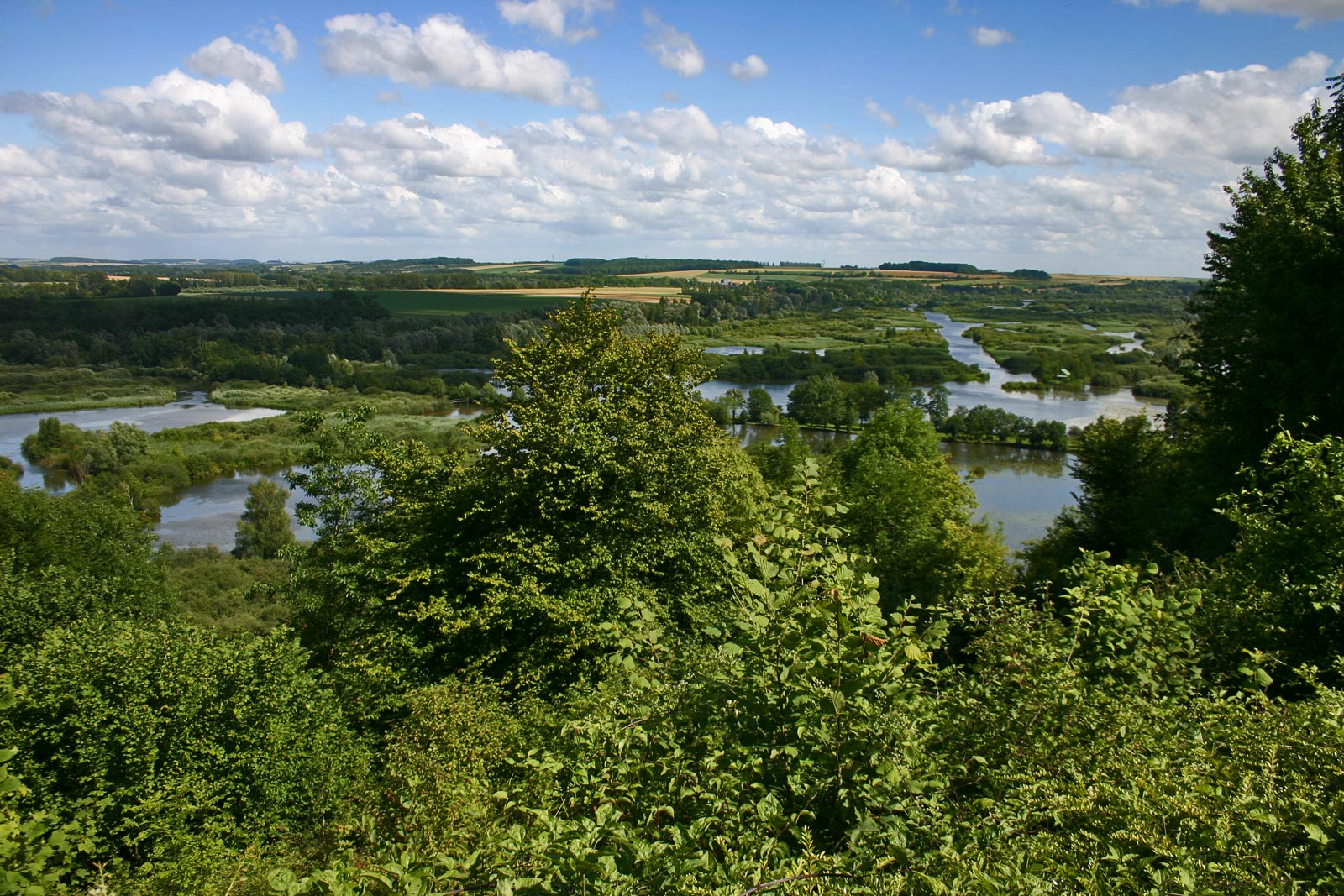
Belvédère de Vaux

- Le bois de Rompval, près de Mers-les-Bains,

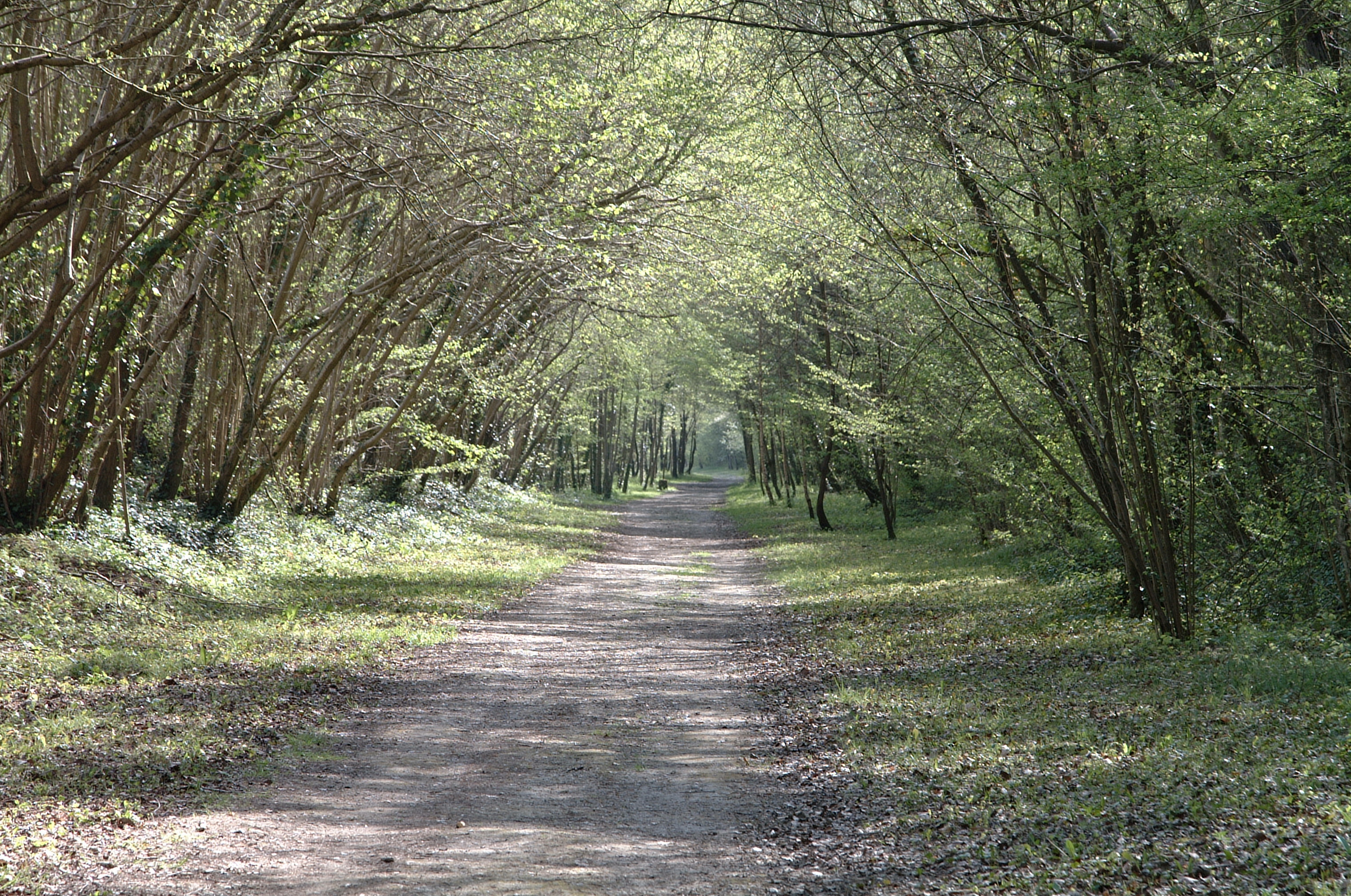
La coulée verte

- La Coulée verte (près de la vallée de la Selle)
- La dune de l'Authie à Fort-Mahon-Plage,
- La dune de Royon à Fort-Mahon-Plage,
- Les étangs de La Barette à Corbie et Vaux-sur-Somme,
- Les étangs du Vélodrome (site Bonaventure) à Albert,
- La forêt de Beaucamps-le-Jeune,
- La forêt de Crécy ,
- La forêt de Creuse à Creuse,
- Les Grottes de Naours,
- Le Hâble d'Ault (Réserve d'avifaune),
- Les Hortillonnages d'Amiens,
- Les Jardins de Valloires,
- Le larris de la Montagne de Vaux, Éclusier-Vaux
- Les larris de Saint-Aubin-Rivière,
- Les larris de la vallée de Bouchon à Villers-sous-Ailly, Moulin de St Maxent,

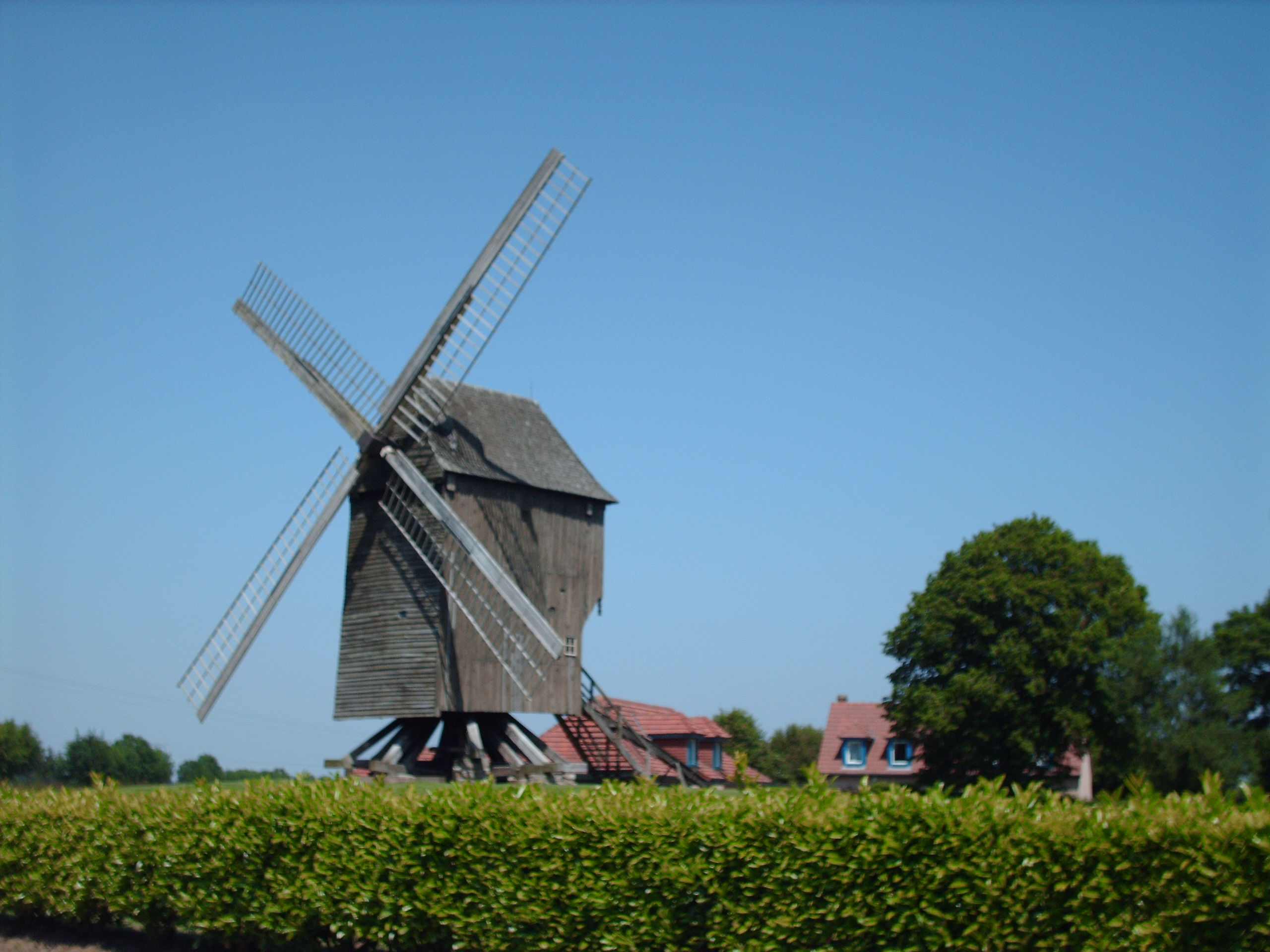
Moulin de St Maxent

- Le Grand Marais de La Queue à Blangy-Tronville,
- Le marais de Tirancourt,
- Le marais de la Maye,
- Le marais de Sailly-Bray (Sailly-Laurette et Bray-sur-Somme,
- La montagne de Fignières,
- La Montagne de Frise,
- La Montagne des Grès à Grattepanche,
- La montagne de Guizancourt,
- La montagne de Montenoy à Saint-Aubin-Montenoy,
- Les prairies de Liercourt,
- Les prairies de Nesle-l'Hôpital,
- La vallée d'Acon à La Chaussée-Tirancourt, proche du parc de Samara[2],
- La vallée des Évoissons (affluent de la Selle)
- La vallée du Liger,
- La vallée de la Vimeuse...

## Pour approfondir

#### Généralités
- Écologie, Conservation de la nature
- Réserve naturelle, Réserve de biosphère
- Biologie de la conservation, écologie du paysage, corridor biologique
- Société nationale de protection de la nature, Naturalité
- Droit de l'environnement, Natura 2000, Directive Oiseaux

#### Sur la France
- Liste de sites naturels de France
- Liste des réserves naturelles nationales de France (classées par région et département)
- Liste des réserves naturelles régionales de France (classées par région et département)

#### Sur la Picardie
- Sites naturels de Picardie
- Site naturel de l'Aisne
- Site naturel de l'Oise
- Conservatoire d'espaces naturels de Picardie

#### Sur le Nord-Pas-de-Calais
- Site naturel du Pas-de-Calais